# Ardón
Ardón – gmina w Hiszpanii, w prowincji León, w Kastylii i León, o powierzchni 48,65 km². W 2011 roku gmina liczyła 614 mieszkańców.